# 8-Bit Rebellion! (soundtrack)
8-Bit Rebellion! je soundtrack ke stejnojmenné online videohře, která se skládá ze skladeb nahraných americkou rockovou skupinou Linkin Park. Byl vydán 26. dubna 2010 prostřednictvím společností Warner Bros. a Machine Shop. Produkoval ho Mike Shinoda. Jedná se o čtvrtý soundtrack, který skupina vydala.

## Seznam skladeb
| Pořadí         | Název                     | Délka |
| -------------- | ------------------------- | ----- |
| 1.             | "One Step Closer" (8-Bit) | 2:40  |
| 2.             | "Crawling" (8-Bit)        | 1:50  |
| 3.             | "In the End" (8-Bit)      | 2:17  |
| 4.             | "Faint" (8-Bit)           | 2:26  |
| 5.             | "QWERTY" (8-Bit)          | 2:49  |
| 6.             | "Hands Held High" (8-Bit) | 2:47  |
| 7.             | "No More Sorrow" (8-Bit)  | 3:43  |
| 8.             | "New Divide" (8-Bit)      | 2:51  |
| 9.             | "Apartment Theme" (Bonus) | 0:49  |
| 10.            | "Boss Theme" (Bonus)      | 3:11  |
| 11.            | "Mall Theme" (Bonus)      | 0:53  |
| 12.            | "Pre-Boss Theme" (Bonus)  | 1:39  |
| 13.            | "Blackbirds"              | 2:59  |
| Celková délka: | Celková délka:            | 30:54 |

| Videoklip      | Videoklip            | Videoklip |
| Pořadí         | Název                | Délka     |
| -------------- | -------------------- | --------- |
| 1.             | "Blackbirds" (video) | 3:14      |
| Celková délka: | Celková délka:       | 33:23     |

| Hi - res list  | Hi - res list     | Hi - res list |
| Pořadí         | Název             | Délka         |
| -------------- | ----------------- | ------------- |
| 1.             | "One Step Closer" | 2:35          |
| 2.             | "Crawling"        | 3:29          |
| 3.             | "In the End"      | 3:38          |
| 4.             | "Faint"           | 2:42          |
| 5.             | "QWERTY"          | 3:21          |
| 6.             | "Hands Held High" | 3:53          |
| 7.             | "No More Sorrow"  | 3:41          |
| 8.             | "New Divide"      | 4:28          |
| 9.             | "Blackbirds"      | 3:27          |
| Celková délka: | Celková délka:    | 29:14         |

## Obsazení

#### Linkin Park
- Chester Bennington – zpěv
- Mike Shinoda – zpěv, rap, rytmická kytara, klávesy, producent
- Brad Delson – sólová kytara
- Dave "Phoenix" Farrell – basová kytara
- Joe Hahn – gramofony, samplování, programování
- Rob Bourdon – bicí, perkuse

#### Další umělci
- Mark Wrong - různé nástroje